# Caixa d'Edgeworth

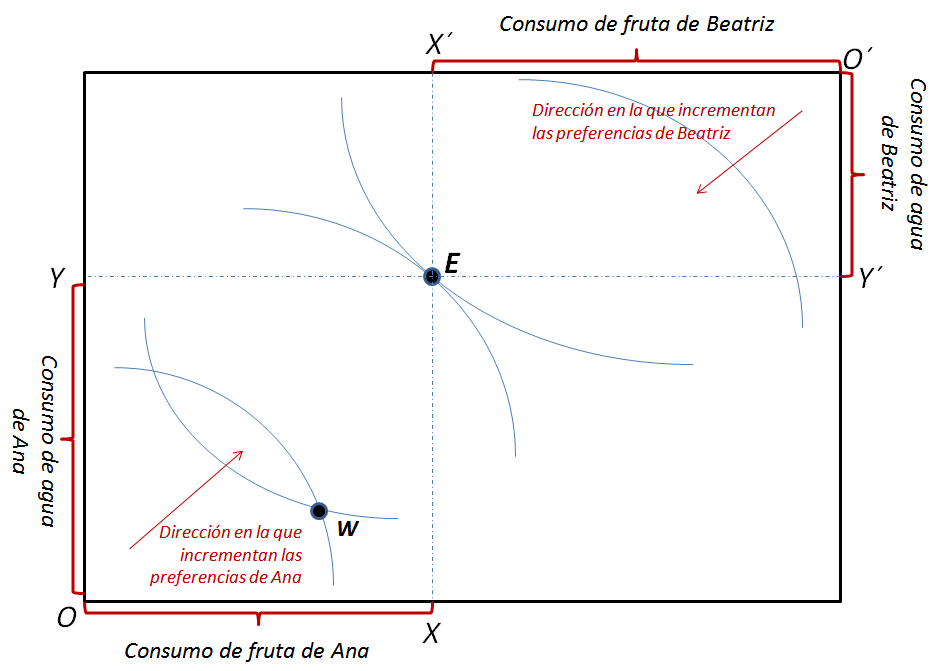
Una caixa d'Edgeworth

En economia, una Caixa d'Edgeworth o Caixa d'Edgeworth-Bowley, anomenada així en honor als economistes Francis Ysidro Edgeworth i Arthur Lyon Bowley, és un instrument gràfic utilitzat per representar i analitzar l'intercanvi de dos béns entre dos individus. Sovint s'utilitza en la teoria de l'equilibri general i és un recurs per trobar l'equilibri competitiu d'un sistema econòmic simple. S'utilitza per mostrar l'eficiència en l'intercanvi. La caixa d'Edgeworth permet representar les cistelles possibles de consum i les preferències de dos consumidors i proporciona una descripció completa de les característiques econòmicament rellevants de tots dos.

## Exemple
Suposeu dos individus, Ana i Beatriz, amb una quantitat fixa de recursos, per exemple, fruites i aigua. L'eix d'abscises representa l'oferta total de fruites, mesurada en quilograms, i el d'ordenades l'oferta total d'aigua, mesurada en litres. Per tant, qualsevol repartició possible d'aquests recursos entre les dues persones es pot representar com un punt a la caixa.
El que obté Ana per consumir es mesura des del cantó inferior esquerre (O) i el que obté Beatriz es mesura des del cantó superior dret (O´). A l'assignació de recursos representada pel punt E, Ana obté OX quilos de fruita i OY litres d'aigua. Beatriz obtindrà la resta, és a dir, O´X´ quilos de fruita i O´Y´ litres d´aigua.
Poden traçar-se corbes d'indiferència per a ambdues persones, des d'O les d'Anna i des d'O´ les de Beatriz, representant les combinacions de fruita i aigua del mateix valor segons les preferències de cadascuna. Així, partint d'O i desplaçant-se cap a la dreta en sentit ascendent, Ana tindrà assignacions millors d'aquests recursos. De manera anàloga, en desplaçar-se cap a l'esquerra i en sentit descendent, les assignacions de recursos segons les preferències de Beatriz milloraran.
Un cop descrits els dos conjunts de preferències i de dotacions, es poden analitzar els tipus d'intercanvi possibles en aquest espai. Quan una corba d'indiferència d'Ana es creua amb una de les de Beatriz en més d'un punt (com passa amb les corbes que s'intersequen a W), tant Ana com Beatriz trobaran incentius per negociar un intercanvi mútuament avantatjós. Això passarà fins a assolir un intercanvi en què una corba d'indiferència d'Ana sigui tangent a una de Beatriz, com passa a E. Aquest punt es coneix com a Òptim de Pareto, els pendents de les corbes d'indiferència són iguals, i per tant, les seves relacions marginals de substitució de fruites per aigua són iguals.
Noti's que hi ha múltiples punts Pareto-eficients. El conjunt de totes aquestes assignacions de recursos òptimes es coneix com a conjunt de Pareto. Un subconjunt d'aquest s'anomena corba de contracte, que consisteix en aquells punts Pareto-eficients en què ni Ana ni Beatriz empitjoren la seva posició inicial en la distribució de recursos.

## Notació matemàtica
Siguin dos individus A i B en una economia de dos béns 1 i 2. Sigui {\displaystyle x_{J}^{i}} el consum del bé i per part de l'individu J. Així, es poden definir cistelles de consum per als dos individus: la d'A serà {\displaystyle X_{A}^{1}=(x_{A}^{1},x_{A}^{2})} i la de B serà {\displaystyle X_{B}^{1}=(x_{B}^{1},x_{B}^{2}}). Suposem que cada individu té una dotació inicial o assignació de recursos inicial donada, per a A és {\displaystyle (w_{A}^{1},w_{A}^{2})} i per a B és {\displaystyle (w_{B}^{1},w_{B}^{2})}; també es pot interpretar com la quantitat de cada bé que els individus porten al mercat. La quantitat total utilitzada de cada bé ha de ser igual a la quantitat total disponible perquè una assignació sigui viable; això és,
{\displaystyle x_{A}^{1}+x_{B}^{1}=w_{A}^{1}+w_{B}^{1}}
{\displaystyle x_{A}^{2}+x_{B}^{2}=w_{A}^{2}+w_{B}^{2}}

## Història

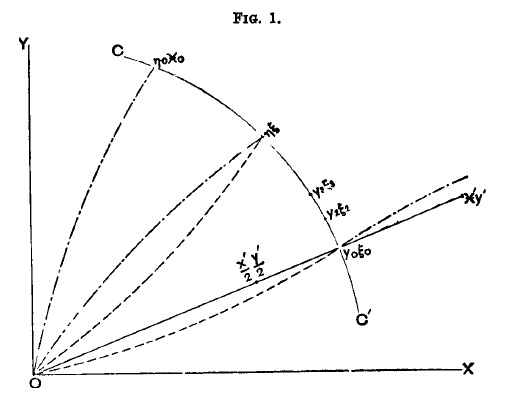
Diagrama original d'Edgeworth (1881) mostrant la corba de contracte CC´

FY Edgeworth va representar gràficament, al seu llibre Mathematical Psychics de 1881, una característica central d'una economia d'intercanvi: la contractació. Basat en l'ètica utilitarista i els desenvolupaments matemàtics sobre la teoria de la utilitat (en particular de WS Jevons i Jules Dupuit), Edgeworth exposa la idea de preferència individual com una corba d'indiferència i la de corba de contracte. La seva representació consta de dos eixos i acompanya una discussió sobre la relació entre la teoria de la contractació amb el nucli d'una economia d'intercanvi. Encara que no tingui la forma de caixa, el diagrama inclou la mateixa informació de la representació que s'utilitza avui.
Vilfredo Pareto, en el seu llibre Manual of Political Economy de 1906, va desenvolupar el diagrama d'Edgeworth al diagrama de caixa conegut avui. També Arthur L. Bowley va continuar el treball d'Edgeworth, en el seu llibre de 1924 The Mathematical Groundwork of Economics, i va popularitzar les idees d'Edgeworth i el diagrama que ha estat titulat per alguns com a diagrama de caixa de Bowley.
Edgeworth buscava mostrar que en condicions perfectament competitives, on tot individu està en llibertat de celebrar contractes amb qualsevol altre, on el nombre de persones és gran, i això passa independent de la intervenció de terceres parts, aleshores dos individus qualssevol amb una dotació inicial de recursos donats, poden assolir majors nivells de satisfacció voluntàriament. Aquest concepte d'intercanvi seria portat per Pareto al context d'equilibri general. Edgeworth reconeixia que la contractació no portava necessàriament a un únic equilibri competitiu sinó que les diferències en la dotació inicial de recursos i de restriccions portarien a solucions diferents. La introducció de restriccions a aquesta anàlisi inclou informació imperfecta entre els negociadors, presència de terceres parts, teoria de jocs, teoria de conjunts, teoria de la mesura, entre d'altres. William Vickrey va introduir una reformulació de l'anàlisi d'Edgeworth més rigorosa, va introduir el concepte de contracte social. Similarment, altres economistes han fet contribucions d'importància relacionades amb el tema (com Arrow i Debreu).